# Charles Samuels

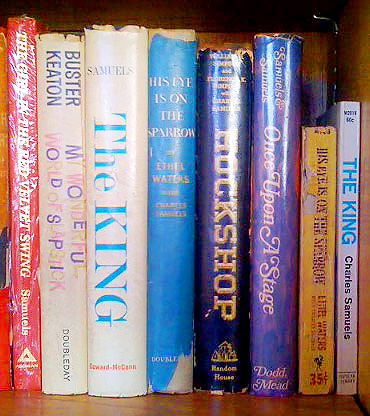
Knihy Charlese Samuelse

Charles Samuels (15. září 1902, Brooklyn, New York – 27. dubna 1982, Cuernavaca, Mexiko) byl americký novinář, spisovatel a romanopisec. Je znám jako autor biografií slavných osobností.
Napsal tisíce článků pro časopisy a noviny a také pomohl psát novinové sloupce Bena Hechta a Billy Rose.
Žil převážně v New Yorku a jeho předměstích (Hastings-on-Hudson, Nyack) a odešel na důchod do Cuernavacy v Mexiku. Samuelsův syn je spisovatel Robert C. Samuels a jeho vnuk je fotograf Charlie Samuels.

## Dílo
- The Frantic Young Man (román), Coward, 1929.
- A Rather Simple Fellow (román), Coward, 1931
- The Girl in the Red Velvet Swing, Gold Medal, 1953
- The Girl in the House of Hate' (spoluautor Louise Samuels), Gold Medal, 1953
- Death Was the Bridegroom, Gold Medal, 1953
- Night Fell on Georgia (spoluautor L. Samuels, Dell, 1956
- The Magnificent Rube: The Life and Gaudy Times of Tex Rickard (biografie), McGraw, 1957
- The King: The Biography of Clark Gable, Coward, 1962
- Only in New York, (fotograf Jan Yoors) Simon & Schuster, 1965
- Once upon a Stage: The Merry World of Vaudeville (spoluautor L. Samuels), Dodd, 1974

### Životopisy
- His Eye Is on the Sparrow (spoluautor Ethel Waters), Doubleday, 1951
- Lady on the Beach (spoluautor Norah Berg), Prentice-Hall, 1952
- Hockshop (spoluautoři William R. a Florence K. Simpson), Random House, 1954
- My Ten Years as a Counterspy (spoluautor Boris Morros), Viking, 1959
- My Wonderful World of Slapstick (spoluautor Buster Keaton), Doubleday, 1960 *How to Catch 5,000 Thieves (spoluautor Gerard Luisi), Macmillan, 1962